# Brigade
Pour les articles homonymes, voir Brigade (homonymie).
 (février 2020).

Symbole standard APP-6A de l'OTAN pour une brigade d'infanterie alliée.

Une brigade est une unité militaire tactique majeure qui comprend de trois à six bataillons plus les éléments de soutien. Elle est l'équivalent d'un régiment agrandi et renforcé. Deux brigades et plus peuvent constituer une division. Les brigades assemblées en divisions sont généralement d'infanterie ou blindées (parfois appelées brigades d'armes combinés).

## Description
Les brigades de l'OTAN comprennent environ 5 000 hommes. Cependant le nombre peut atteindre 10 000 ou plus en Autriche et en Suisse.
Elle est commandée par un brigadier, général de brigade ou brigadier général (Royaume-Uni, Suisse, Canada, Portugal, France, Espagne, Turquie,  et autres), par un colonel (Allemagne, Israël, Indonésie, États-Unis, Belgique et autres) ou par un major général (Japon, Taïwan, Brésil, Chili et autres).

## Étymologie
Le terme est emprunté à l'italien brigada, lui même dérivé de briga (compagnie, bande ; Cf. brigand). Au XIIIe siècle il désigne une troupe sans plus de précision, au XIVe siècle il désigne une telle troupe mais organisée sous les ordres d'un chef. Il passe ensuite du français aux autres langues. 

## Terminologie
Les dictionnaires de marine attribuent à « brigade » le sens d'« instrument en usage au XIVe siècle, qui dénotait un instrument dont la forme ne nous est pas connue. Nous pensons qu’il avait quelque analogie avec la gaffe, et que c’était un croc d’une espèce particulière, emmanché à une hampe » (Auguste Jal, Glossaire nautique). Un texte de 1594, cité par Jal, atteste cet usage. Le même auteur note qu’aucun dictionnaire général depuis le XVIe siècle ne propose cette acception.
Bonnefoux et Willaumez donnent brigade comme synonyme (peu usité) de gaffe. Brigade militaire et brigade marine sont peut-être en fait d’origine différente.
Dans la marine, brigadier était à l’origine le « titre du premier des matelots d’une embarcation ; il est posté sur l’avant pour défendre les abordages avec la brigade, d’où il tire son nom » (Willaumez, Dictionnaire de la marine). Le Trésor de la langue française atteste cet usage. Par ailleurs, brigadier désigne le bâton avec lequel le régisseur d’un théâtre frappe les trois coups. Cet usage renvoie de toute évidence à la marine, à qui le vocabulaire du théâtre a beaucoup emprunté.

## Histoire
Vers le XVe siècle en Europe, la taille des armées s'accroissant, se fit sentir le besoin d'un niveau intermédiaire entre le chef d'armée et les unités de base (escadron de cavalerie, régiment d'infanterie, batterie d'artillerie, etc.). Elle est d'abord un simple regroupement tactique (et provisoire) de plusieurs unités souvent de plusieurs types (infanterie, cavalerie, artillerie) pour permettre des actions plus élaborés qu'un simple régiment. 
En 1631, pendant la guerre de Trente Ans, Gustave II Adolphe réorganise l'armée suédoise en introduisant la brigade comme unité permanente, et un grade correspondant. 
Le Maréchal Turenne copie cette organisation, institue des brigades permanentes, et obtient du roi la création du grade de brigadier des armées du roi, supérieur à celui de colonel, en 1667. Cependant, les brigades suédoises étaient interarmes alors que les françaises sont composées d'un seul type (infanterie, cavalerie, ...), et ce ne sera qu'à la veille de la Révolution que la France mettra en place la grande unité interarmes (la division) ; la brigade sera alors éclipsée. Après son écrasement en 1806, la Prusse réorganise son armée sur la base de brigades.

### En France
Le 1er juillet 1999, l'Armée de terre française se réorganise dans le cadre de la professionnalisation et de la réduction de ses effectifs. Les divisions sont redimensionnées et deviennent des brigades. Forte d'environ 7 000 à 8 000 hommes, la brigade est alors la plus grande unité de l'Armée de terre. On distingue deux types de brigades : les brigades interarmes (comme la 1re brigade mécanisée) et les brigades spécialisées (exemples : brigade du génie, brigade d'artillerie, etc.).
Le 1er juillet 2016, le plan de réorganisation de l'Armée de terre, nommé Au contact, marque le retour du niveau divisionnaire. Deux grandes divisions (1re et 3e) sont recréées, elles encadrent chacune trois brigades (deux brigades lourdes, deux brigades médianes et deux brigades légères) ainsi que les unités françaises de la brigade franco-allemande. Une brigade d'aérocombat est également recréée. Par ailleurs, la Brigade de sapeurs-pompiers de Paris (BSPP) est surnommée « La Brigade » par les militaires qui la composent.
Unité de base de la gendarmerie nationale, les brigades de gendarmerie constituent un maillage sur l'ensemble du territoire français. Elles sont généralement situées à chaque chef-lieu de canton. On distingue les brigades territoriales autonomes et les communautés de brigades suivant leur importance. Elles relèvent de la compagnie (chef-lieu d'arrondissement).